# Bothell
Bothell è una città situata tra le contee di King e Snohomish, nello Stato di Washington (Stati Uniti).